# Маціяка Анатолій Дмитрович
Анатолій Дмитрович Мація́ка (5 січня 1934 (5 травня 1932) Григорівка — 10 квітня 2019 Київ) — бандурист, композитор, диригент, педагог, автор першого концерту для бандури з оркестром.

## Біографія
Народився 5 січня 1934 р. (за паспортом, а насправді — 5 травня 1932 р.) на станції Григорівка Дмитрівського (тепер частина Бахмацького) району Чернігівської області. Батько був залізничником, мати — домогосподарка. У сім'ї було четверо дітей: двоє старших — Борис і Олекса, середущий — Анатолій та молодший — Леонід. Ходив до школи за 1 км у с. Зірка, а з третього класу — у с. Григорівка.
З 1948 р. навчався у Київському державному музичному училищі ім. Р. М. Глієра (тепер Київський інститут музики імені Рейнгольда Глієра) на двох спеціальностях: хорове диригування — клас Г. Й. Ткаченко та бандура — клас В. А. Кабачка (по сольфеджіо та гармонії навчався у П. І. Майбороди).
Після закінчення училища А. Маціяка одразу ж вступив до Київської державної консерваторії ім. П. І. Чайковського (тепер Національна музична академія України ім. П. І. Чайковського) знову на два факультети: диригентсько-хоровий — клас М. А. Прокопенка та оркестровий — клас В. А. Кабачка, а згодом — А. М. Бобиря. Одночасно з навчанням, з 1955 по 1959 роки, навчав гри на бандурі у Київському державному музичному училищі ім. Р. М. Глієра. Серед учнів Анатолія Маціяки — Елеонора Пилипенко-Миронюк, Валентина Пархоменко, Л. Ливаковська.
Після навчання працював у Національній заслуженій капелі бандуристів України імені Г. Майбороди. З 1962 по 1989 роки паралельно викладав у Кобзарській студії при капелі.
Помер композитор 10 квітня 2019 р. у Києві.

## Творчість
Про  те,  як  почав  писати  твори,  композитор розповідав  в  інтерв’ю:  «Усе  почалося  ще  з  училища,  адже  там  треба  було  писати  оркестровки та  аранжування». Ймовірно, не останнім стимулом до перших  спроб  пера  були  природна  цікавість  та спостереження за тим, як поміж занять в училищі відомий  український  композитор  Платон  Майборода  постійно  щось  на  ходу  записував  на  нотному папері: «Це мене здивувало. Майборода писав, і я собі пісеньки пробував писати». 

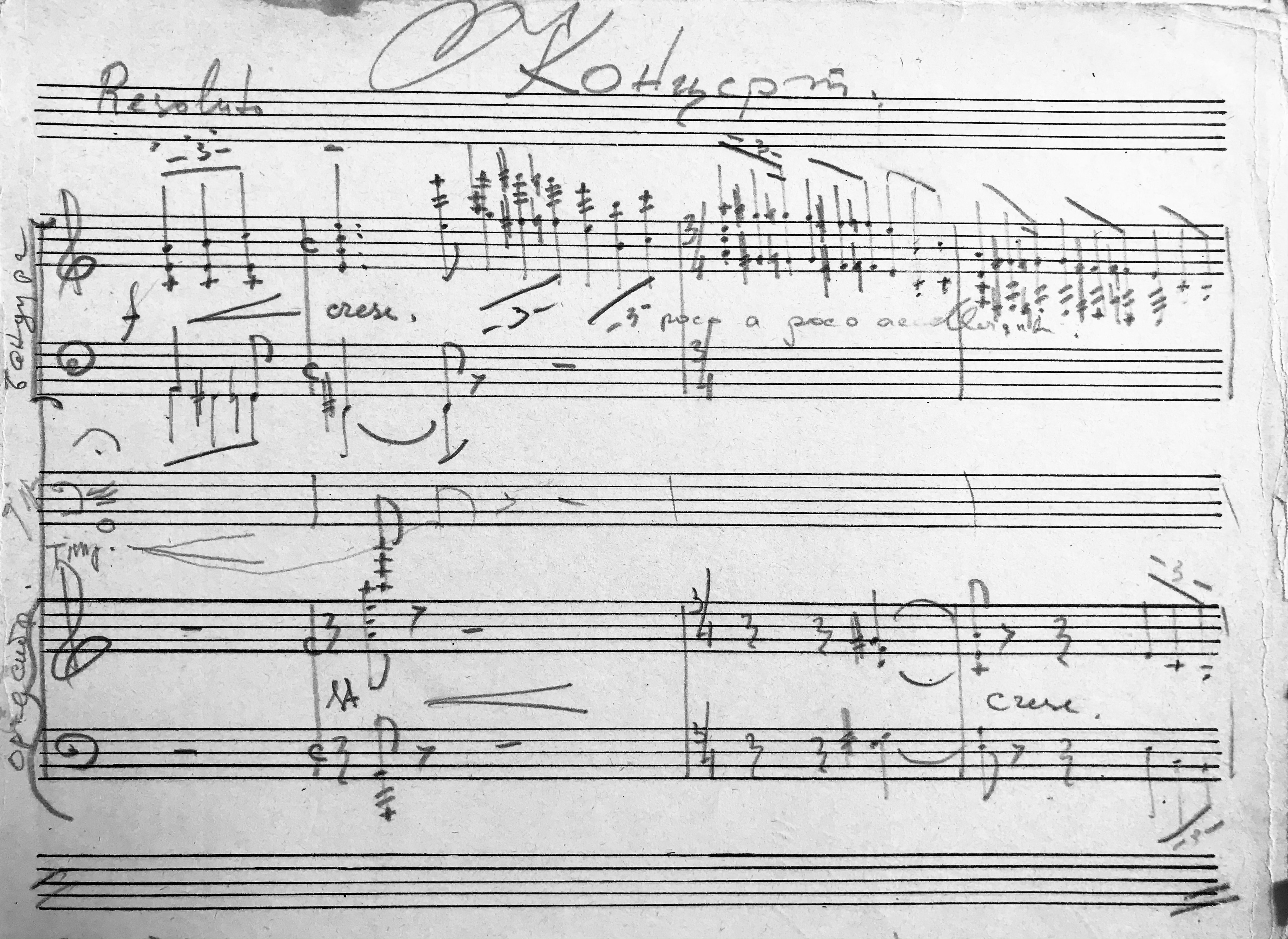
Сторінка рукопису клавіру Концерту для бандури з оркестром А.Маціяки.

Аналізуючи композиторську творчість Анатолія Маціяки, можна визнати, що основним її стимулом був типовий для української ментальності кордоцентризм: «...я писав як серце каже, виливав  емоції...».  Виразним  свідченням  цьому  є  історія написання першого авторського твору: «Першим я написав «Експромт». Тоді, коли мене звільнили з училища, я пішов додому і взяв бандуру до рук... За три дні я закінчив».  Коли  ж  композитора  розпитували щодо написання котрогось із творів, Анатолій Дмитрович відповідав: «...знав, що інші композитори мають цикли для дітей, сонати, романси для голосу й фортепіано, то чому я не можу мати?...». 

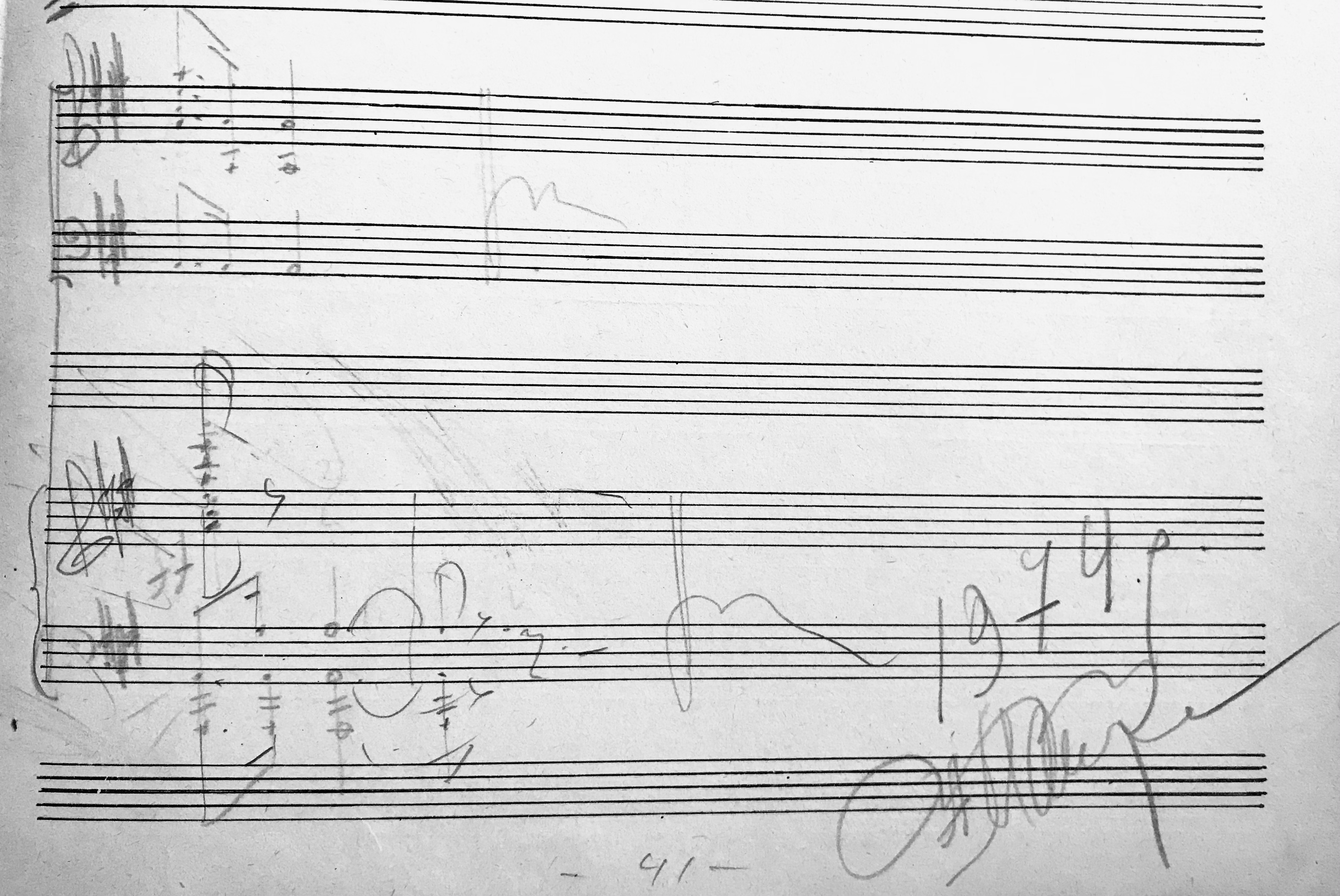
Сторінки рукопису клавіру Концерту для бандури з оркестром із вказаним роком написання та підписом А.Маціяки.

У своїй бандурній творчості Анатолій Маціяка зміг охопити усі рівні володіння інструментом: «Дитячий альбом» – яскраві та різнохарактерні замальовки для зовсім юних, «Акварелі» – «вишукані й технічно складні п’єси для зрілих виконавців», Соната для бандури соло та Концерт для бандури з оркестром – «полотна, які по праву можна вважати одними з найскладніших для виконання на бандурі» для досвідчених професіоналів-бандуристів. Соната та Концерт – безсумнівно кульмінація всієї композиторської спадщини Анатолія Маціяки. Вони вражають гострими гармонічно-ладовими зіставленнями, значним ускладненням музичної мови, ще більшим нагромадженням хроматизмів – відповідно активнішим використанням гри на верхньому ряді, набагато складнішою фактурою, загостреним «до межі» драматизмом, і це все разом узяте вимагає у виконавця «гри, на межі можливостей». Винятковою рисою усіх інструментальних творів Анатолія Маціяки для бандури є їх написання безпосередньо на бандурі, саме тому вони максимально підходять для демонстрування усіх тембрових та технічних можливостей інструмента. У творах Маціяки бандура звучить по особливому. Вона, у найбільш розгорнутих та драматичних творах, захоплює по справжньому оркестровим викладом та колористикою. Попри повну бандурність музичної мови, то тут, то там відчувається характерне звучання певних оркестрових груп (дерев’яних, струнних чи, навіть, ударних). Однак, це зовсім не використання інструмента в цілях звукозображальності. Навпаки, композитор доводить, що саме так різнобарвно може і має звучати бандура. Це її темброве багатство, яке, через обставини згадані вище, доволі часто залишається нерозкритим професійними композиторами.
На запитання звідки виникла ідея написати саме Концерт для бандури з оркестром Анатолій Маціяка у своєму інтерв’ю сказав: «Я бачив такі твори у репертуарі для інших інструментів, то й вирішив, що для бандури теж має бути написаний такий твір… Про те, чи вже існують певні зразки цього жанру для бандури, я не знав…». У 1974 році композитором створено клавір першої частини Концерту в її початковій редакції. Про це свідчить запис зроблений рукою автора в рукописі твору. Коли було написано ІІ частину твору достеменно невідомо. ІІІ частина, на жаль, так і не була створена. 
Винятковою сторінкою його творчості є цикли романсів для голосу і фортепіано на слова Лесі Українки, Ліни Костенко та В. Кота. Музична мова солоспівів об’єднує риси характерні як для інструментальних творів, так і для обробок. У написанні вокальної партії композитор відштовхується від слів та образного змісту поезії підкреслюючи їх мелодекламаційною виразовістю та ритмікою. Вокальні лінії в романсах вибудувані з неабиякою майстерністю, адже навіть при охопленні широкого діапазону, використанні різноманітних широких стрибків та тональних відхилень, що супроводжуються хроматизмами, вони зовсім не позбавлені вокальної зручності виконання. Цікавий факт – більшість творів цього жанру Анатолій Маціяка написав для високого жіночого голосу і лише декілька для низького жіночого чи чоловічого. Що ж до партії фортепіано, то вона має типовий пізньоромантичний характер лірики Лисенка, Чайковського чи Рахманінова, але її модерні настрої та ладово-гармонічні пошуки наштовхують на порівняння зі Степовим, Косенком, Данькевичем та іншими українськими вокальними метрами минулого століття. Дуже насичена фактура супроводу, проте, не сприймається як художня надмірність, а навпаки суттєво збагачує саму вокальну лінію. 
Анатолій Маціяка, на жаль, один з тих митців, коли трагічна доля вплинула не лише на зміст його творчості, а й на долю його музичної спадщини, більшість якої пролежала в особистій бібліотеці митця і була зовсім незнаною для мистецької більшості. Саме тому цілковитим відкриттям у музичному спадку композитора, адже рукописи цих творів були віднайдені лише після смерті композитора, стали незавершена Симфонія №1 f-moll (1965 р.) та твори для мішаного хору: «Поема» («Ой не п’ються пива меди...») на слова Т. Шевченка (1953 р.), «Ранок» на слова В. Кота та «Слався в віках моя Київська Русь» (Гімн України). Зважаючи на те, що Анатолій Маціяка здобув музичну освіту не лише як бандурист, а й як диригент, ці сторінки його творчості безумовно виконані з дотриманням найкращих канонів жанру. У хоровій «Поемі» композитор музичною глибиною підкреслює невмирущі вірші Кобзаря, а текст «Слався в віках...», який автор підписав Гімном України, просто вражає вартісністю змісту. Щодо Симфонії композитора, то з першого погляду на клавір твору стає зрозуміло, що його написала далеко не випадкова людина, а манера письма й використані тональні плани вказують на високу композиторську майстерність. У глибоко драматичній Симфонії №1, як і в багатьох інших інструментальних творах Маціяки, прослідковується вплив музики П. Чайковського, а також титанів українського симфонізму Б. Лятошинського, С. Людкевича та Л. Ревуцького. 

## Список творів
Для бандури:

Анатолій Маціяка «Дитячий альбом»
Редактор-упорядник Олег Созанський;
Художник Валерія Раткевич;
Львів: Камула, 2017

- Цикл з 12 п'єс «Дитячий альбом» (виданий у 2017 р.);
- Цикл з 12 п'єс «Акварелі» (1960—1965 рр.; виданий у 2008 р.);
- Ряд окремих мініатюр для бандури «Легенда», «Наспів», «Розповідь» (29.05.1999 р.), «Награш»;
- Соната a-moll для бандури solo у 4-ох частинах присвячена дружині (1983 р.; 3 част. — «Скорботне скерцо» — дописана 6.1(2).2000 р.);
- Концерт для бандури з симфонічним оркестром у 2 частинах (1974 р.; оркестрування Романа Стельмащука 2015 р.; прем'єра — 25 березня 2016 р. в концертному залі імені М. І. Глінки Запорізької обласної філармонії, соліст — Олег Созанський)